# Polisportiva Follonica 1974
Questa voce raccoglie le informazioni riguardanti la Polisportiva Follonica nelle competizioni ufficiali della stagione 1974.

## Maglie e sponsor
| 1ª divisa |